# Coppa del Mondo di skeleton 2019
La Coppa del Mondo di skeleton 2019 è stata la trentatreesima edizione del massimo circuito mondiale dello skeleton organizzato dalla Federazione Internazionale di Bob e Skeleton; è iniziata l'8 dicembre 2018 a Sigulda, in Lettonia, e si è conclusa il 24 febbraio 2019 a Calgary, in Canada; come di consueto si è svolta in parallelo alla Coppa del Mondo di bob. Sono state disputate sedici gare: otto per le donne e altrettante per gli uomini.
Al termine della stagione si tennero i campionati mondiali di Whistler, in Canada, competizione non valida ai fini della coppa del mondo.
La tappa di Schönau am Königssee avrebbe inoltre dovuto assegnare il titolo europeo 2019, ma stante le condizioni meteorologiche avverse avutesi nella località bavarese, la IBSF decise di annullare le competizioni e di spostare le gare valide per il titolo continentale alla tappa successiva, che si disputò a Innsbruck nel week-end seguente; le relative gare di Coppa del Mondo cancellate si tennero a Calgary, sede dell'ultima tappa della stagione, ove vennero disputate quindi quattro gare anziché le due previste.
Vincitori delle coppe di cristallo generali, trofeo conferito ai primi classificati nel circuito, sono stati la russa Elena Nikitina nel singolo femminile, prima skeletonista russa a imporsi nel massimo circuito mondiale, e il connazionale Aleksandr Tret'jakov nel singolo maschile, al suo secondo alloro dopo quello conquistato nel 2008/09.

## Calendario
| Località             | Data                      | Donne           | Uomini          |
| -------------------- | ------------------------- | --------------- | --------------- |
| Sigulda              | 8–9 dicembre 2018         | ●               | ●               |
| Winterberg           | 14 dicembre 2018          | ●               | ●               |
| Altenberg            | 4 gennaio 2019            | ●               | ●               |
| Schönau am Königssee | 11 gennaio 2019           | gare cancellate | gare cancellate |
| Innsbruck            | 18 gennaio 2019           | ●               | ●               |
| St. Moritz           | 25 gennaio 2019           | ●               | ●               |
| Lake Placid          | 15 febbraio 2019          | ●               | ●               |
| Calgary              | 22–24 febbraio 2019       | ●●              | ●●              |
| Whistler             | 25 febbraio–10 Marzo 2019 | Mondiali        | Mondiali        |
| Totale               | Totale                    | 8               | 8               |

|  | Tappa valida anche per il campionato europeo |

## Risultati

### Donne
| Data             | Località             | Prima classificata                                  | Seconda classificata        | Terza classificata            |
| ---------------- | -------------------- | --------------------------------------------------- | --------------------------- | ----------------------------- |
| 9 dicembre 2018  | Sigulda              | Elena Nikitina Russia                               | Elisabeth Maier Canada      | Tina Hermann Germania         |
| 14 dicembre 2018 | Winterberg           | Jacqueline Lölling Germania                         | Tina Hermann Germania       | Janine Flock Austria          |
| 4 gennaio 2019   | Altenberg            | Elena Nikitina Russia                               | Jacqueline Lölling Germania | Julija Kanakina Russia        |
| 11 gennaio 2019  | Schönau am Königssee | gara cancellata                                     | gara cancellata             | gara cancellata               |
| 18 gennaio 2019  | Innsbruck            | Janine Flock Austria                                | Elena Nikitina Russia       | Jacqueline Lölling Germania   |
| 25 gennaio 2019  | St. Moritz           | Mirela Rahneva Canada                               | Elena Nikitina Russia       | Jacqueline Lölling Germania   |
| 15 febbraio 2019 | Lake Placid          | Elena Nikitina Russia e Jacqueline Lölling Germania | non assegnato               | Kendall Wesenberg Stati Uniti |
| 22 febbraio 2019 | Calgary              | Mirela Rahneva Canada                               | Tina Hermann Germania       | Elisabeth Maier Canada        |
| 23 febbraio 2019 | Calgary              | Tina Hermann Germania                               | Mirela Rahneva Canada       | Laura Deas Regno Unito        |

### Uomini
| Data             | Località             | Primo classificato          | Secondo classificato        | Terzo classificato         |
| ---------------- | -------------------- | --------------------------- | --------------------------- | -------------------------- |
| 8 dicembre 2018  | Sigulda              | Nikita Tregubov Russia      | Martins Dukurs Lettonia     | Yun Sung-bin Corea del Sud |
| 14 dicembre 2018 | Winterberg           | Aleksandr Tret'jakov Russia | Axel Jungk Germania         | Yun Sung-bin Corea del Sud |
| 4 gennaio 2019   | Altenberg            | Aleksandr Tret'jakov Russia | Yun Sung-bin Corea del Sud  | Nikita Tregubov Russia     |
| 11 gennaio 2019  | Schönau am Königssee | gare cancellate             | gare cancellate             | gare cancellate            |
| 18 gennaio 2019  | Innsbruck            | Martins Dukurs Lettonia     | Yun Sung-bin Corea del Sud  | Axel Jungk Germania        |
| 25 gennaio 2019  | St. Moritz           | Yun Sung-bin Corea del Sud  | Aleksandr Tret'jakov Russia | Nikita Tregubov Russia     |
| 16 febbraio 2019 | Lake Placid          | Aleksandr Tret'jakov Russia | Martins Dukurs Lettonia     | Yun Sung-bin Corea del Sud |
| 23 febbraio 2019 | Calgary              | Aleksandr Tret'jakov Russia | Yun Sung-bin Corea del Sud  | Martins Dukurs Lettonia    |
| 24 febbraio 2019 | Calgary              | Yun Sung-bin Corea del Sud  | Aleksandr Tret'jakov Russia | Tomass Dukurs Lettonia     |

## Classifiche

### Donne
| Pos. | Nome               | Nazione     | SIG | WIN | ALT | KÖN | INN | STM | LAK | CAL-1 | CAL-2 | Totale |
| ---- | ------------------ | ----------- | --- | --- | --- | --- | --- | --- | --- | ----- | ----- | ------ |
| 1    | Elena Nikitina     | Russia      | 1   | 4   | 1   | C   | 2   | 2   | 1   | 4     | 5     | 1663   |
| 2    | Tina Hermann       | Germania    | 3   | 2   | 4   | C   | 4   | 4   | 6   | 2     | 1     | 1597   |
| 3    | Mirela Rahneva     | Canada      | 12  | 5   | 14  | C   | 13  | 1   | 4   | 1     | 2     | 1396   |
| 4    | Sophia Griebel     | Germania    | 6   | 6   | 5   | C   | 9   | 5   | 5   | 9     | 9     | 1360   |
| 5    | Jacqueline Lölling | Germania    | 5   | 1   | 2   | C   | 3   | 3   | 1   | -     | -     | 1244   |
| 6    | Kendall Wesenberg  | Stati Uniti | 11  | 15  | 9   | C   | 12  | 7   | 3   | 8     | 9     | 1200   |
| 7    | Julija Kanakina    | Russia      | 7   | 8   | 3   | C   | 7   | -   | 7   | 14    | 6     | 1152   |
| 8    | Elisabeth Maier    | Canada      | 2   | 12  | 11  | C   | 6   | 15  | -   | 3     | 4     | 1146   |
| 9    | Jane Channell      | Canada      | 4   | 11  | 19  | C   | 15  | 13  | 10  | 5     | 7     | 1122   |
| 10   | Renata Chuzina     | Russia      | 8   | 17  | 10  | C   | 14  | 16  | 8   | 12    | 8     | 1048   |

### Uomini
| Pos. | Nome                 | Nazione       | SIG | WIN | ALT | KÖN | INN | STM | LAK | CAL-1 | CAL-2 | Totale |
| ---- | -------------------- | ------------- | --- | --- | --- | --- | --- | --- | --- | ----- | ----- | ------ |
| 1    | Aleksandr Tret'jakov | Russia        | 4   | 1   | 1   | C   | 4   | 2   | 1   | 1     | 2     | 1704   |
| 2    | Yun Sung-bin         | Corea del Sud | 3   | 3   | 2   | C   | 2   | 1   | 3   | 2     | 1     | 1680   |
| 3    | Martins Dukurs       | Lettonia      | 2   | 7   | 7   | C   | 1   | 8   | 2   | 3     | 4     | 1533   |
| 4    | Nikita Tregubov      | Russia        | 1   | 4   | 3   | C   | 9   | 3   | 4   | 5     | 8     | 1505   |
| 5    | Axel Jungk           | Germania      | 8   | 2   | 5   | C   | 3   | 5   | 5   | 7     | 7     | 1458   |
| 6    | Marcus Wyatt         | Regno Unito   | 12  | 10  | 8   | C   | 6   | 7   | 7   | 8     | 5     | 1288   |
| 7    | Tomass Dukurs        | Lettonia      | 6   | 5   | 10  | C   | 5   | 4   | -   | 4     | 3     | 1272   |
| 8    | Dave Greszczyszyn    | Canada        | 15  | 21  | 11  | C   | 21  | 11  | 15  | 6     | 6     | 956    |
| 9    | Vladyslav Heraskevyč | Ucraina       | 9   | 17  | 14  | C   | 22  | 12  | 12  | 12    | 9     | 944    |
| 10   | Florian Auer         | Austria       | 10  | 12  | 12  | C   | 11  | 9   | 24  | 16    | 15    | 933    |